# Albert Christoph Reck

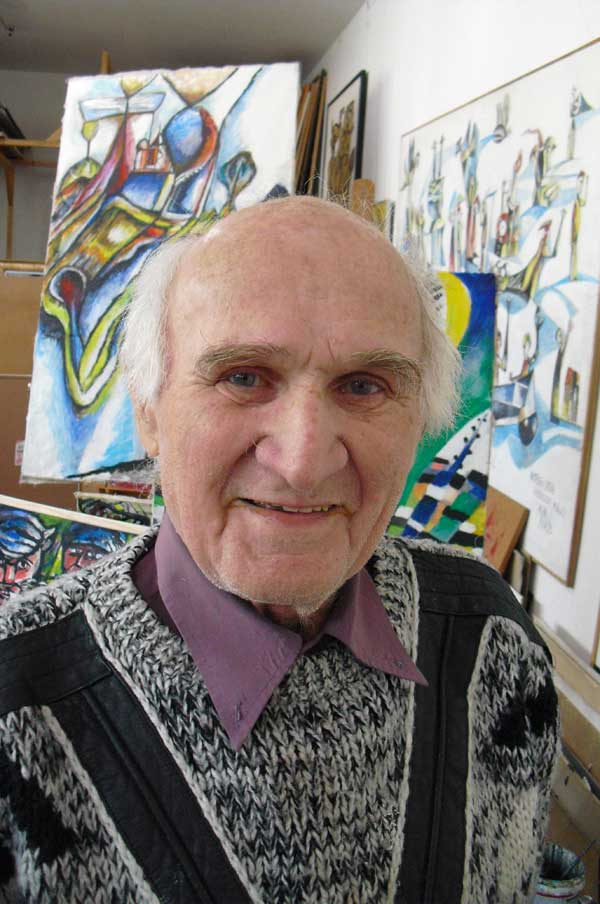
Albert Christoph Reck (2012)

Albert Christoph Reck (* 25. Juli 1922 in Krappitz, Oberschlesien; † 20. Mai 2019 in Hamburg) war ein deutscher Maler und Grafiker.

## Leben
Reck wurde als Sohn eines Postbeamten im ehemaligen Schlesien geboren. Von 1932 bis 1938 besuchte er das Hindenburg Realgymnasium in Oppeln. Im Alter von 16 Jahren wurde er Matrose bei der Handelsmarine. Ab 1941 war er Soldat bei der Kriegsmarine. Nach Kriegsende übersiedelte er mit der Familie nach Flensburg. Nach dem Abitur 1947 war er Schüler des Malers und Schriftstellers Hans Holtorf in Bockholmwik bei Flensburg. 1948 wurde er Student an der Landeskunstschule in Hamburg bei Alfred Mahlau 1949 bekam Reck ein Halbjahres-Stipendium an der Kunstschule in Nottingham, England. 1950 studierte er an der École des Beaux-Arts in Paris. Bis 1954 unternahm er Studienreisen durch England, Frankreich und Norditalien.
Ab 1951 lebte Reck als freischaffender Künstler in Hamburg. 1952 bekam er ein Stipendium des Kulturkreises im BDI, 1955 das Lichtwark-Stipendium der Freien und Hansestadt Hamburg. Reck war ab 1954 mit Maria-Louise, geb. Schlüter verheiratet, mit der er acht Kinder hat. Ab 1961 lebte er mit seiner Familie in Henstedt-Rhen.
1962 bekam er ein Schiffsreise-Stipendium des BDI, das wegen der Kuba-Krise nicht nach Mexiko, sondern nach Südafrika ging. Begeistert von der afrikanischen Landschaft übersiedelte er 1963 mit seiner Familie nach Johannesburg. Von 1965 bis 1968 arbeitete er dort als Dozent an der School of Art. 1969 kehrte er nach Deutschland zurück und studierte in Düsseldorf am Städtischen Seminar für werktätige Erziehung bei Erwin Heerich, wo er 1970 mit dem Lehrer-Diplom abschloss. Danach war er für fünf Jahre Lehrer an der Hamburger Fachschule für Sozialpädagogik. 
1976 verkaufte er das Haus in Rhen und erwarb einen Lotsenkutter, den er hochseetüchtig machte. Außerdem machte er das Hochseesegelpatent. Ab September 1976 unternahm er eine neunmonatige Überfahrt mit einem Großteil der Familie an Bord der „Inopoleku“ nach Natal. Ab 1977 widmete er sich dem Aufbau der Bildweberei „Phumalanga“ im Ezulwinital in Swasiland zusammen mit seiner Ehefrau Maria-Louise. 1979 baute er das „Art and Craft Center“ in Ngwenya, Swasiland auf. 1984 war die Eröffnung von Studios mit Werkstätten und Ausbildungseinrichtungen für junge Afrikaner in Ngwenya. 1989 erfolgte die Eröffnung eigener Ausstellungsräume „Endlotane Studios“. 2003 kehrte er nach Deutschland zurück, wo er ab 2006 ein Atelier in Hamburg-Niendorf hatte. Ab Ende 2011 lebte er wieder nahe der Alsterquelle in Henstedt-Ulzburg. Reck veröffentlichte zahlreiche Artikel in Times of Swaziland und im Joseph von Eichendorff-Konservatorium. Im Juni 2017 zog Reck mit seiner Ehefrau wieder nach Hamburg, wo er 2019 verstarb.

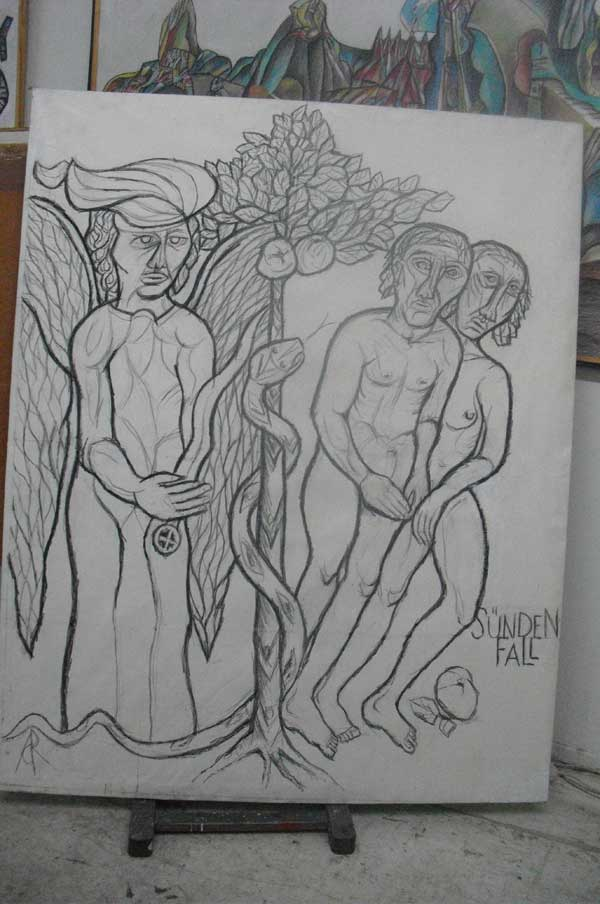
Sündenfall, 1962, Kohle, 180 × 140
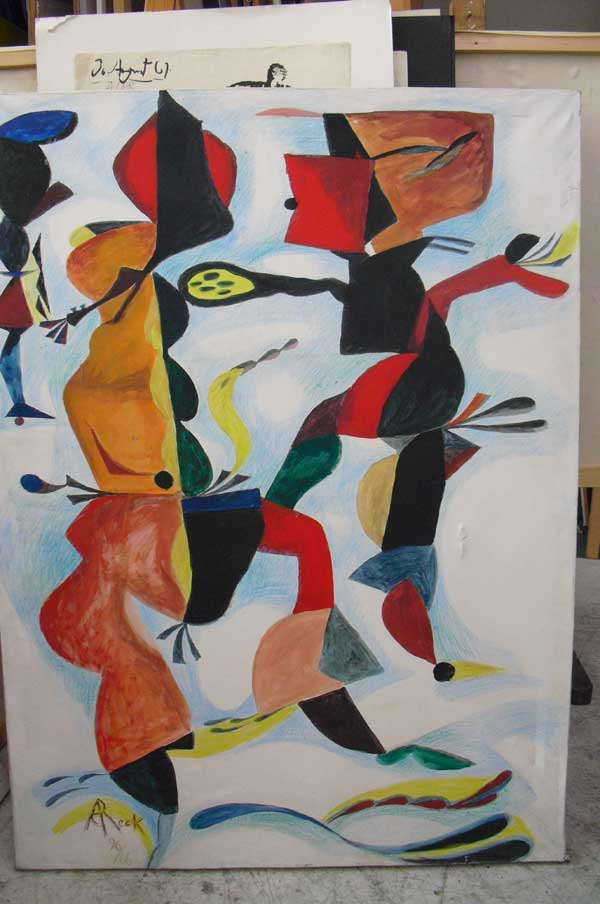
Choreographie eines Eingeborenentanzes, 1966, Tempera, 150 × 109
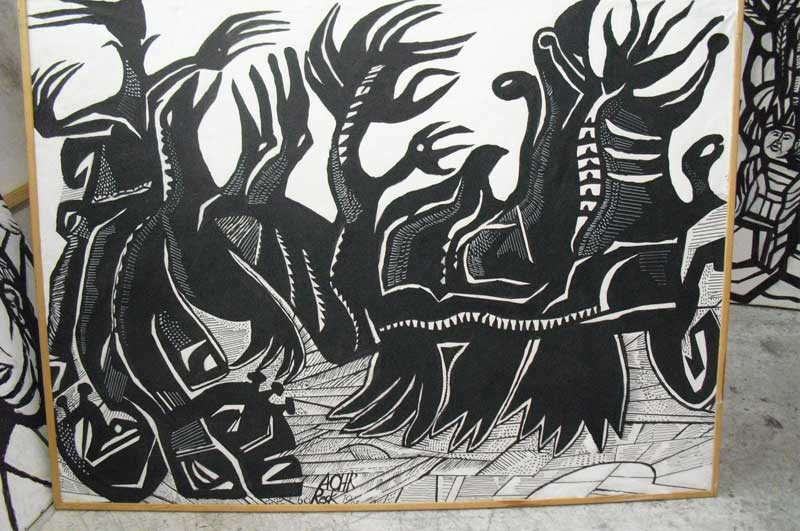
Alsterquelle Mittsommernachtstraum, 1993, Tempera, 70 × 100
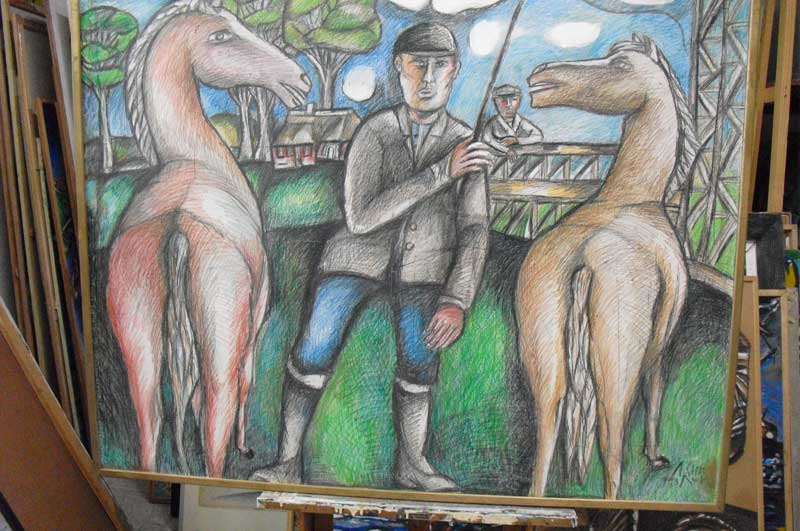
Bauer Knudsen und seine Pferde, 1993, Farbstift, 120 × 150

## Werke in öffentlichen Sammlungen
- Städtisches Museum, Flensburg
- Schleswig-Holsteinisches Landesmuseum, Schleswig
- Hamburger Kunsthalle
- Kunsthalle zu Kiel
- Veste Coburg
- Kunstmuseum, Basel
- Oregon State University, USA
- Pelmana Permanent Art Collection, Johannesburg
- Johannesburg Municipal Art Gallery

## Ausstellungen (Auswahl)
- 1953 Hamburger Kunsthalle
- 1954 Städtisches Museum, Flensburg
- 1958 Hamburger Kunsthalle
- 1959 Haus der Begegnung, Hamburg
- 1962 Kunsthalle zu Kiel
- Deutsche Brücke, Schleswig
- Kunstkreis Hameln
- 1965 Künstlerclub „Die Insel“, Hamburg
- South African Association of Arts, Pretoria
- 1966 Serendipity Gallery, Johannesburg
- 1967 Bauzentrum, Hamburg
- 1969 Nordfriesisches Museum, Husum
- S.A. Association of Arts, Pretoria
- 1970 Haus des Deutschen Ostens, Düsseldorf
- Ausstellungspavillon in der Brunswiker Straße, Kiel
- 1971 Gallery 101, Johannesburg
- 1972 Städtisches Museum, Flensburg
- 1974 Städtisches Museum, Flensburg
- Ausstellungspavillon in der Brunswiker Straße, Kiel
- 1975 Galerie Stekhoven, Westensee
- 1976 Galerie Wünsche, Hamburg
- 1978 Gallery 21, Johannesburg
- South African Art Association, Durban
- 1979 Spar- und Leihkasse, Kiel
- 1981 Städtisches Museum, Schleswig
- 1982 Galerie Futurum, Hamburg
- Pennsylvania State University
- 1983 Gallery 21, Johannesburg
- 1984 National Library Mbabane, Swasiland
- Princeton Sqipp Gallery
- 1985 Galerie Sfeir-Semler, Kiel
- USB Bank, St. Gallen
- Gallery 21, Johannesburg
- 1987 Dr. Bambergerhaus, Rendsburg
- 1988 Shell Gallery, Johannesburg
- Städtisches Museum, Schleswig
- Galerie Hansen, Süderschmedeby
- 1989 S.A. Association of Arts, Pretoria
- Brasilianisches Kulturzentrum, Maputo
- 1990 Bamberger-Haus, Rendsburg
- Stadtwerke, Kiel
- 1991Nucleo de Artistos Mocambicanos, Maputo
- 1992 National Library Mbabane, Swasiland
- Brasilian Cultural Centre, Maputo
- 1997 Hamburgische Landesbank, Hamburg
- 1998 Forum im Raum für Kunst, Paderborn
- National Art Museum, Lobamba, Swasiland
- Barthels Hof, Leipzig
- 2002 Galerie „Kunststück und stiller Raum“, Hamburg
- 2003 Katholische Akademie, Hamburg
- 2005 DGB-Bildungszentrum, Hamburg
- 2006 Künstlerhaus Sootbörn, Hamburg
- 2008 National Library, Mbabane, Swasiland
- Botschaft von Taiwan, Mbabane
- Galerie im Elysée, Hamburg
- 2012 Kulturkate Beckersberg, Henstedt-Ulzburg
- Galerie Sarafand, Henstedt-Ulzburg
- Schalom Kirche, Norderstedt
- Künstlerhaus Sootbörn, Hamburg
- Diözesanmuseum, Oppeln
- Henseleit Stiftung, Kiel
- Galerie SzybWilson, Kattowitz
- 2013 Kulturkate Beckersberg, Henstedt-Ulzburg
- 2014 Nikodemuskirche, Hamburg-Ohlsdorf
- Rathausgalerie, Norderstedt
- Galerie Hafenliebe, Hamburg
- Villa Flath, Bad Segeberg
- Kleiner Michel, Hamburg
- 2015 Musée de Peinture, Saint-Frajou (F)
- St. Marien, Hamburg-Fuhlsbüttel
- Kirche am Markt, Hamburg-Blankenese
- 2016 Residence les Chataigniers, Veyrier (CH)
- Kloster Nütschau, Travenbrück
- 2017 Kloster Cismar, Grömitz
- Residenz an der Mühlenau, Hamburg
- 2019 Schattin, Hof Alte Zeiten
- Galerie Hafenliebe, Hamburg
- Kerinnes-Haus, Tangstedt
- 2022 Kleiner Michel, Hamburg
- 2023 Staven 35, Lübeck

## Auszeichnungen
- Preis des Kulturkreises im Bundesverband der deutschen Industrie
- Lichtwark-Stipendium der Freien und Hansestadt Hamburg
- Kulturpreis 2012 der Gertraud und Heinz Manke-Stiftung